# Ернесто Сабато
Ерне́сто Са́бато (ісп. Ernesto Sábato, 24 червня 1911 — 30 квітня 2011) — аргентинський письменник, фізик і художник.

## Біографія

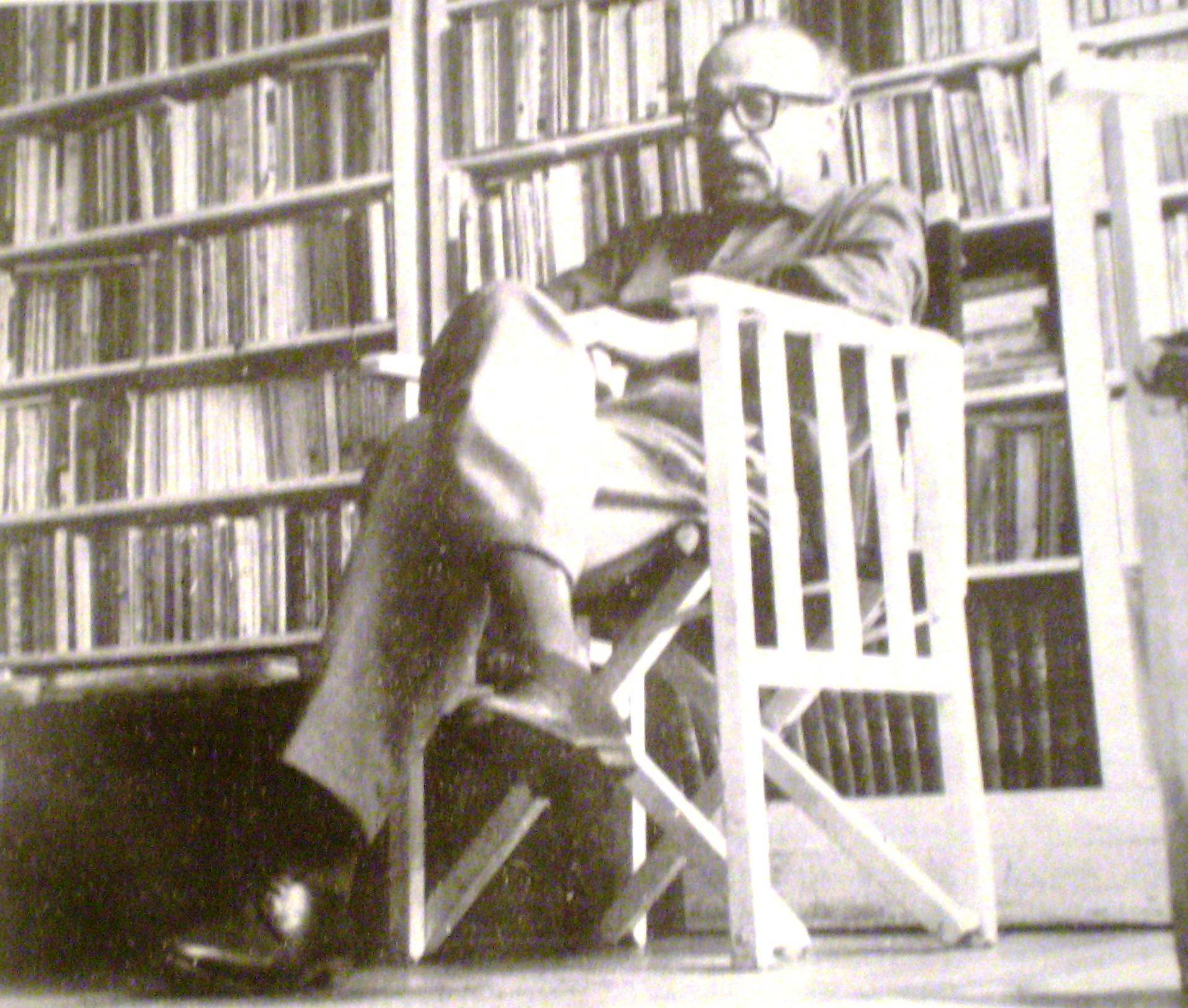

Ернесто Сабато народився 24 червня 1911 року у місті Рохас (провінція Буенос-Айрес) у родині Франсіско Сабато і Хуани Марії Феррарі і був десятою дитиною з одинадцяти.
1933 року Сабато був обраний генеральним секретарем Юнацької комуністичної федерації Аргентини. Згодом ця організація на 2 роки відправляє його у Москву, після чого Сабато втрачає свої ілюзії щодо комунізму і виходить з лав федерації. 1936 року він повертається до Буенос-Айреса і одружується з Матільдою Кусмінскі Ріхтер.
1929 року вступає на Фізико-математичний факультет Національного університету Ла-Плати. 1938 року отримує ступінь доктора фізики. Завдяки Бернардо Усаю він здобуває стипендію на вивчення радіації у Лабораторії Кюрі в Парижі. У Парижі він знайомиться з багатьма письменниками-сюрреалістами, які справили значний вплив на його подальшу літературну творчість.
Через початок Другої світової війни Сабато покидає Париж і переходить до Массачусетського технологічного інституту. 1940 року він повертається в Аргентину і стає професором Національного університету Ла-Плати. 1943 року Сабато вирішує покинути науку і присвятити себе літературі і мистецтву.
1941 року вийшла його перша літературна робота — стаття про «Винахід Мореля» Адольфо Бьйой Касареса. 1945 року виходить перша книга Сабато «Дехто і всесвіт» про мораль у сучасній науці. За неї письменник отримує кілька нагород. 
1948 року публікується перший роман Сабато під назвою «Тунель», який отримує схвальні відгуки Альбера Камю, завдяки чому до письменника приходить міжнародна популярність. 1952 року виходить екранізація роману.
У 1950-х роках Ернесто Сабато активно займається політичною і громадською діяльністю.
1961 року публікується його другий роман «Про героїв і могили», який вважається одним з найкращих творів аргентинської літератури ХХ ст. Частина цього роману була екранізована сином письменника Маріо Сабато.
1974 року виходить друком третій роман Сабато «Абаддон винищувач», який удостоюється численних літературних премій.
1995 року помирає старший син Сабато, а 1998 року — його дружина.
4 червня 2000 року письменник публікує оповідання «Опір» на сайті газети «Clarín», завдяки чому стає першим іспаномовним письменником, який виклав свій твір безкоштовно в Інтернеті перед тим як надрукувати.
2009 року Ернесто Сабато було втретє висунуто на отримання Нобелівської премії з літератури.
Помер 30 квітня 2011 року.

### Романи
- Тунель / El túnel (1948)
- Про героїв і могили / Sobre héroes y tumbas (1961)
- Абаддон винищувач / Abaddón el exterminador (1974)

### Есе
- Дехто і всесвіт / Uno y el universo (1945)
- Люди і шестерні / Hombres y engranajes (1951)
- Інакомислення / Heterodoxia (1953)
- Справа Сабато. Тортури і свобода преси. Відкритий лист генералу Арамбуру / El caso Sabato. Torturas y libertad de prensa. Carta abierta al general Aramburu (1956)
- Обличчя перонізму /El otro rostro del peronismo (1956)
- Письменник і його ілюзії / El escritor y sus fantasmas (1963)
- Танго, дискусія і ключ / Tango, discusión y clave (1963)
- Романс на смерть Хуана Лавальє. Героїчний епос / Romance de la muerte de Juan Lavalle. Cantar de Gesta (1966)
- Значення Педро Енрікеса Уренья / Significado de Pedro Henríquez Ureña (1967)
- Наближення до літературу нашого часу: Роббе-Грільєт, Борхес, Сартр / Aproximación a la literatura de nuestro tiempo: Robbe-Grillet, Borges, Sartre (1968)
- Культура на національному перехресті / La cultura en la encrucijada nacional (1973)
- Діалоги з Хорхе Луїсом Борхесом / Diálogos con Jorge Luis Borges (1976)
- Апології і відмови / Apologías y rechazos (1979)
- Книги і їх місія у визволенні і об'єднанні Латинської Америки / Los libros y su misión en la liberación e integración de la América Latina (1979)
- Більше ніколи. Доповідь національної комісії щодо зникнення людей / Nunca más. Informe de la Comisión Nacional sobre la desaparición de personas (1985)
- Між рядками і кров'ю / Entre la letra y la sangre (1988)
- Перед кінцем / Antes del fin (1999)
- Опір / La Resistencia (2000)
- Іспанія у щоденниках моєї старості / España en los diarios de mi vejez (2004)